# Токійський університет іноземних мов
Токійський університет іноземних мов (яп. 東京外国語大学, とうきょうがいこくごだいがく; англ. Tokyo University of Foreign Studies) — державний університет у Японії. Розташований за адресою: префектура Токіо, місто Футю, квартал Асахі 3-11-1. Відкритий у 1949 році. Скорочена назва — Ґайґо́-дай (яп. 外語大, がいごだい).

## Історія
Виник на основі школи іноземних мов при Токійському вищому торговельному колегіумі, майбутньому університеті Хітоцубасі, що була заснована 1897 року. 1899 року перейменована на Токійську школу іноземних мов, а 1944 року — на Токійську спеціалізовану школу міжнародних відносин. 1949 року перетворена на державний університет іноземних мов. Станом на 2008 рік мав факультет іноземних мов на якому працювали такі кафедри: Європи-1, Європи-2, Росії та Східної Європи, Східної Азії, Південно-Східної Азії, Південної і Західної Азії, Японії. В університеті проводиться підготовка магістрів і аспірантів за гуманітарними спеціальностями. При університеті діє Інститут мов Азії та Африки, Центр вивчення японської мови для іноземних студентів.

## Факультети
- Факультет іноземних мов (яп. 外国語学部)

## Аспірантура
- Аспірантура загальних міжнародних студій (яп. 総合国際学研究科)

## Викладачі
- Накадзава Хідехіко — славіст.